# Motherwell
Motherwell is een plaats (voormalig burgh) in het Schotse bestuurlijke gebied North Lanarkshire en telt 31.840 inwoners. Het is tevens de hoofdstad van North Lanarkshire. Motherwell ligt aan de Clyde, met aan de overkant Hamilton, en aan South Calder Water, die de plaat scheidt van Carfin, New Stevenston en Bellshill. Motherwell is het oosten aangesloten met Wishaw.

## Bezienswaardigheden
- Motherwell Cathedral, rooms-katholieke kathedraal van het Bisdom van Motherwell
- Motherwell Civic Centre, hoofdkantoor van het bestuur van North Lanarkshire
- Strathclyde Country Park met Strathclyde Loch
- North Lanarkshire Heritage Centre, museum over de geschiedenis van Motherwell
- Dalzell House
- M&D's Scotland's Theme Park, attractiepark

## Transport
Motherwell heeft drie stations: station Motherwell, station Airbles en station Shieldmuir. Het hoofdstation ligt aan de West Coast Main Line van Glasgow naar Londen en aan de East Coast Main Line naar Edinburgh en Newcastle upon Tyne. Andere nationale en lokale treinen doen dit station ook aan, waaronder ook de Caledonian Sleeper. De stations Airbles en Shieldmuir liggen aan de Argyle Line.
Motherwell ligt aan de M74, de snelweg van Glasgow naar de grens met Engeland, waar de snelweg overgaat in de M6. In het centrum van de plaats kruisen twee lokale hoofdwegen: de A721 en de A723. De A721 vormt de verbinding met Bellshill, Viewpark en Wishaw. De A723 verbindt Motherwell met Hamilton, Strathaven, Carfin en New Stevenston. 

## Sport
De voetbalclub van de plaats is Motherwell FC. De club werd in 1932 kampioen van Schotland en speelt haar wedstrijden in Fir Park. De club speelt sinds de jaren 80 onafgebroken in de hoogste divisie, de Scottish Premiership.

## Geboren
- David Langton (1912-1994), acteur
- Nancy Riach (1927-1947), zwemster
- Tommy Gemmell (1943-2017), voetballer en voetbaltrainer
- Iain Bonomy (1946), jurist en rechter Joegoslavië-tribunaal
- Gary McAllister (1964), voetballer en voetbaltrainer
- John Beaton (1982), voetbalscheidsrechter
- Katie Leung (1987), actrice
- Mark Reynolds (1987), voetballer
- Matthew MacDermid (1993), voetbalscheidsrechter
- Onni Valakari (1999), voetballer

## Partnersteden
- Schweinfurt
- Motherwell

## Galerij

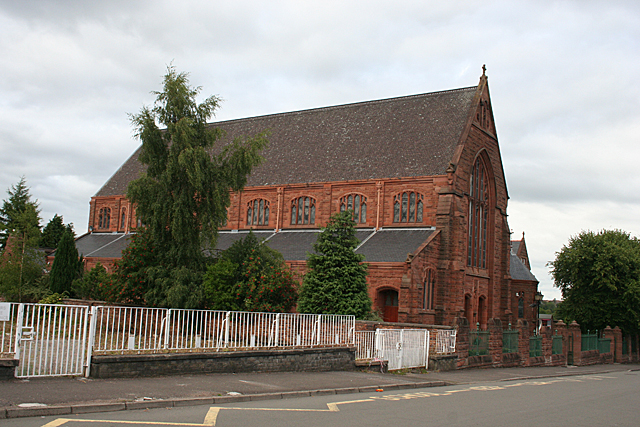
Motherwell Cathedral
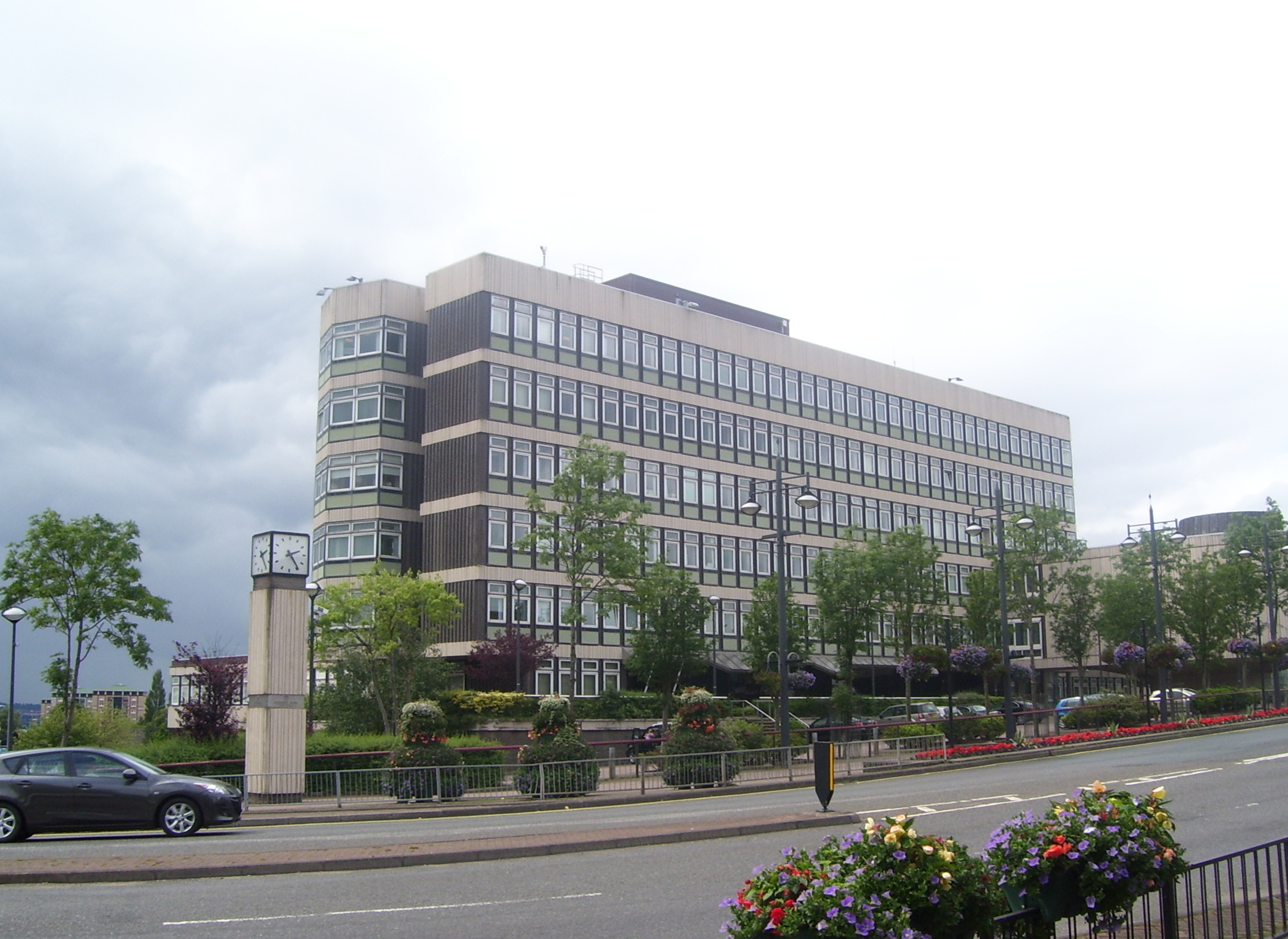
Motherwell Civic Centre
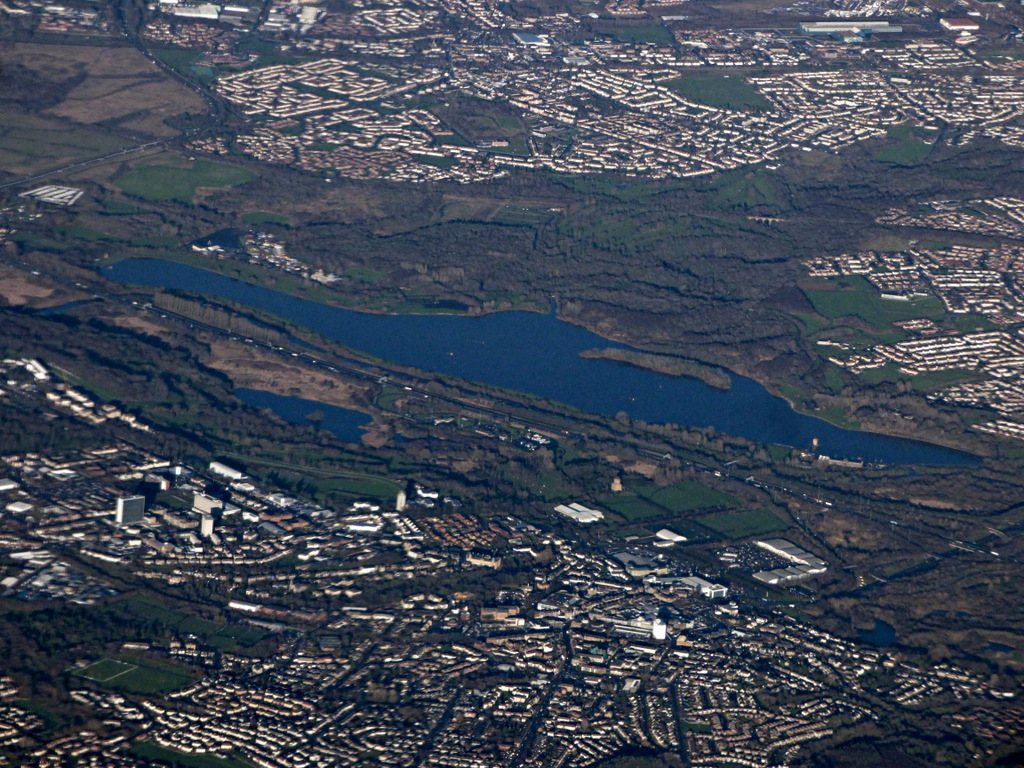
Strathclyde Country Park en Strathclyde Loch vanuit de lucht
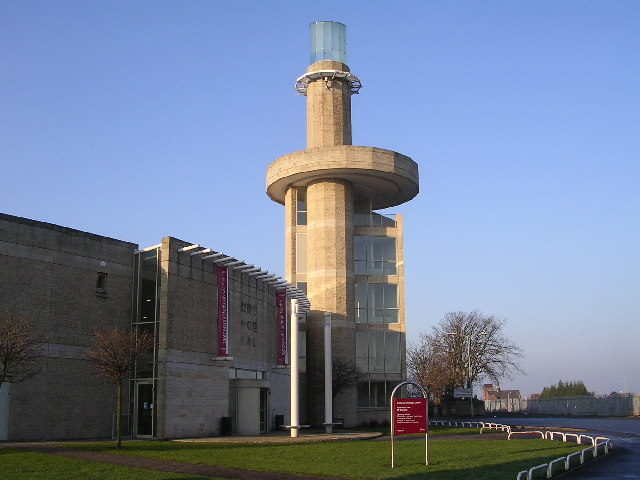
North Lanarkshire Heritage Centre
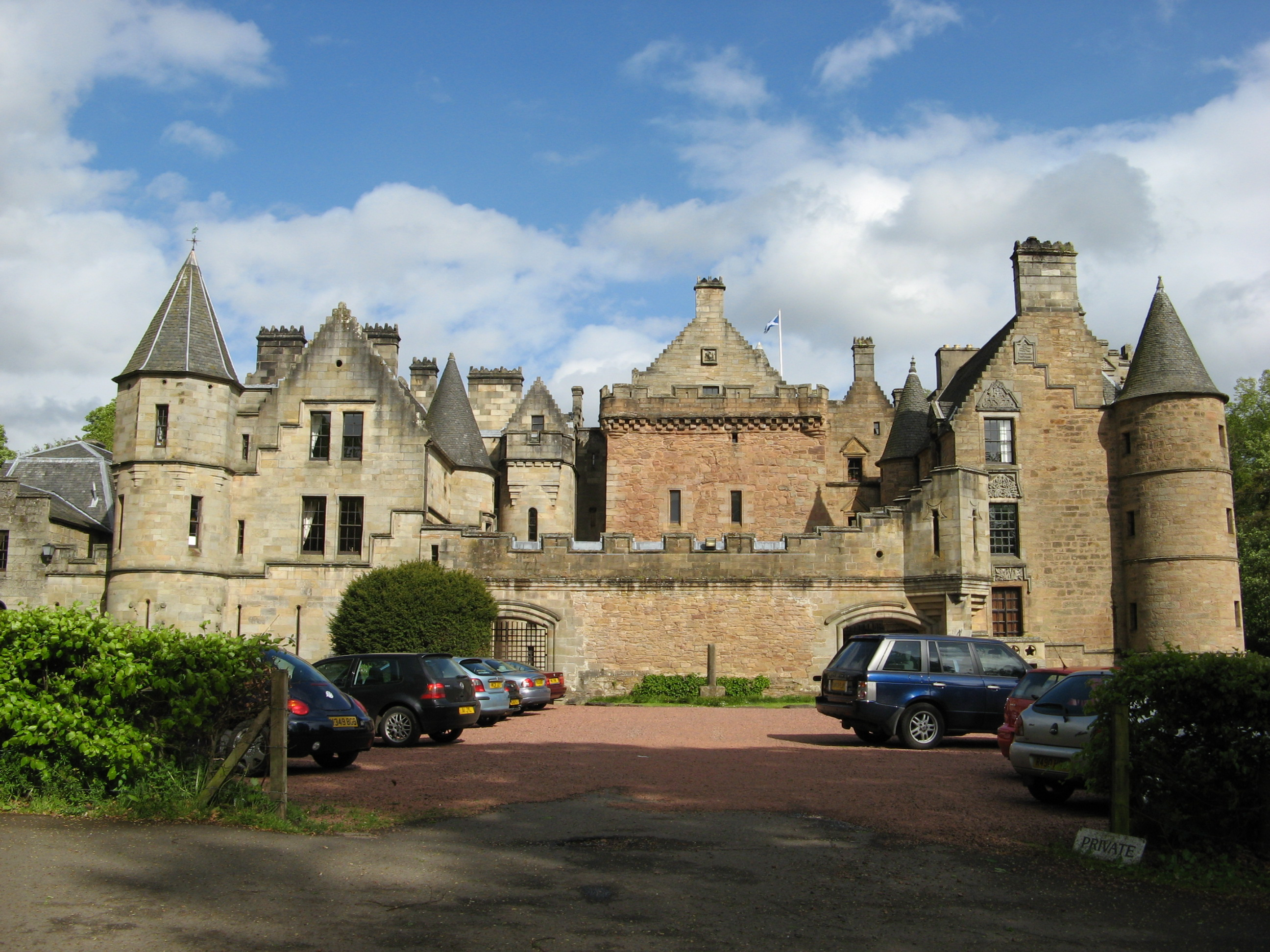
Dalzell House
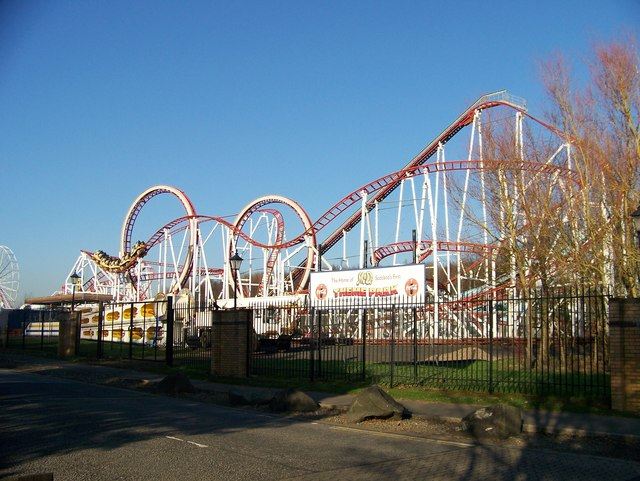
M&D's Scotland's Theme Park
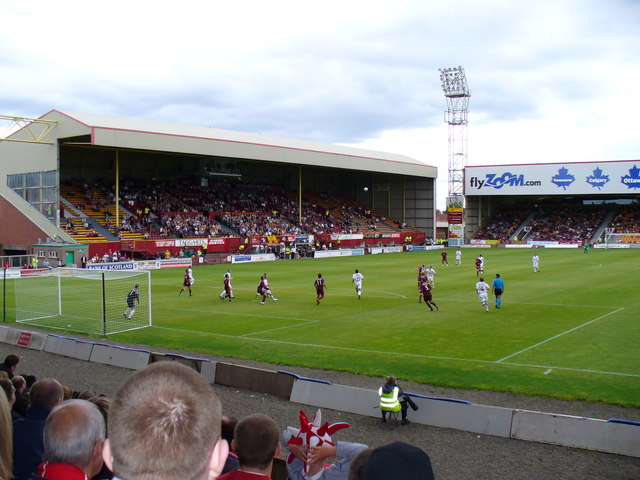
Fir Park